# NGC 4227
NGC 4227 ist eine linsenförmige Galaxie vom Hubble-Typ SB0-a im Sternbild Jagdhunde am Nordsternhimmel. Sie ist schätzungsweise 289 Millionen Lichtjahre von der Milchstraße entfernt.
Das Objekt wurde am 2. Januar 1786 von William Herschel entdeckt.